# Sega G80
La Sega G80 fue una videoconsola de arcade producido por Sega en 1981. La G80 fue lanzada en dos versiones: una con gráficos rasterizados y otra con gráficos vectoriales.

## Características de G80
- CPU: Z80 @ 3.86712 MHz para la versión con gráficos vectoriales, 8.0 MHz para la versión con gráficos rasterizados
- Tarjeta de sonido, opcional: i8035 + SP0250
- Resolución de pantalla: 256 x 224[1]
- Colores: 256[2]

## Videojuegos

### Vector
| Title      | Release Year | Comments |
| ---------- | ------------ | -------- |
| Eliminator | 1981         |          |
| Space Fury | 1981         |          |
| Star Trek  | 1982         |          |
| Tac/Scan   | 1982         |          |
| Zektor     | 1982         |          |

### Raster
- 005 (1981)
- Astro Blaster (1981)
- Space Odyssey (1981)
- Monster Bash (1982)
- Pig Newton (1983)
- Sindbad Mystery (1983)